# Fraunhoferstraat
De Fraunhoferstraat is een straat in Amsterdam-Oost, wijk Watergraafsmeer.

## Ligging en geschiedenis
De straat is een zijstraat van de Middenweg die de Watergraafsmeer in twee delen deelt. Ze eindigt op de Linnaeusparkweg. De straat kreeg haar naam per raadsbesluit van 23 december 1927 en werd daarbij vernoemd naar wetenschapper Joseph von Fraunhofer bekend van de Fraunhoferlijnen. Meerdere straten in deze wijk zijn vernoemd naar wetenschappers, waaronder dus Linnaeus. In de jaren voorafgaand aan de bebouwing was hier een camping gevestigd van de "Arbeiders Jeugd Centrale". Tot 1921 was het landelijk gebied  behorende aan de gemeente Watergraafsmeer met hier en daar een huis. In 1928 werden de woningen aangesloten op de riolering.
De Fraunhoferstraat is een rustige stadsstraat in een tuindorpachtige omgeving. Voor openbaar vervoer moeten bewoners uitwijken naar de Middenweg of Wethouder Frankeweg.

## Gebouwen
Het straatje kreeg vijf bouwblokken mee, alle ontstaan eind jaren twintig:
- bouwblok 1-19, architect:Gerrit Jan Rutgers
- een speelplaats; aangelegd tegen de tuinen van woonhuizen aan de Wethouder Frankeweg; plaatselijk bekend onder de naam Zonneplein
- bouwblok 25-42: architect Gerrit Jan Rutgers (symmetrisch ten opzichte van bouwblok 1-19)
- bouwblok 2-14: architect: Arend Jan Westerman
- bouwblok 16-30: architect Arend Jan Westerman (met verdiepte rooilijn
- bouwblok 32-42: architect Arend Jan Westerman (symmetrisch ten opzichte van bouwblok 2-14)

Gemeente Amsterdam schat de bijdragen van Rutgers op architectonisch niveau van hoger waarde in (orde 2) dan het werk van Westerman (basisorde en orde 3).

### School
Op de speelplaats stond vanaf 1931 een houten noodschool (aan de rooilijn) met huisnummer 21 en 23 ter ondersteuning van het scholencomplex aan het Galileïplantsoen, dat onvoldoende capaciteit had. De school had leerlingen binnen het Gewoon Lager Onderwijs.  Deze school kreeg daarachter in 1951 er een houten noodschool bij, die dienst deed als kleuterschool. Die laatste school (naam Zonnehoek) was gebouwd als een Finse school, maar dan geïmporteerd vanuit Oostenrijk. In de nacht van 23 op 24 juni 1959 ging de lagere school in vlammen op. De hitte liep daarbij zo hoog op dat gevreesd werd dat de brand zou overslaan naar de belendende gebouwen en gebouwen aan de overzijde van de straat. De brandweer moest dus zowel de brand van de school blussen als de belendende percelen en percelen aan de overzijde nat houden. Bewoners moesten hun huizen verlaten. Rondvliegende brandsnippers zorgden er nog voor dat een markies aan de Middenweg in brand vloog. Achteraf werd geconstateerd dat omliggende gebouwen gebarsten ruiten, verschroeide gordijnen en afgebladderde verf vertoonden.  De brand was landelijk nieuws.
Wanneer de kleuterschool werd afgebroken is niet bekend, maar in 1985 ligt er een speelplaats.

## Kunst
Kunst in de openbare ruimte was er tot 2019 niet te vinden; het is een vrij nauwe straat. Wel is er een artistieke toegangsafscheiding bij huisnummer 19 te vinden. De onderbreking aan de noordelijke gevelwand door een speelplaats leverde twee blinde grijze muren op. In 2019 werd de gevelwand van Fraunhoferstraat 19 opgefleurd door een metershoge muurschildering van Tim Rodermans. Met behulp van de financiële bijdrage van het Amsterdamse Fonds voor de Kunsten plaatste de kunstenaar in een week in oktober 2019 een schildering van elf bij vijftien meter in de vorm van een bultrug. Rodermans wilde een verbinding tussen stadsleven en wildleven maken en tevens een protest tegen de plasticsoep. De schildering is voorzien van het Recycle Reduce Reuse-logo

## Afbeeldingen

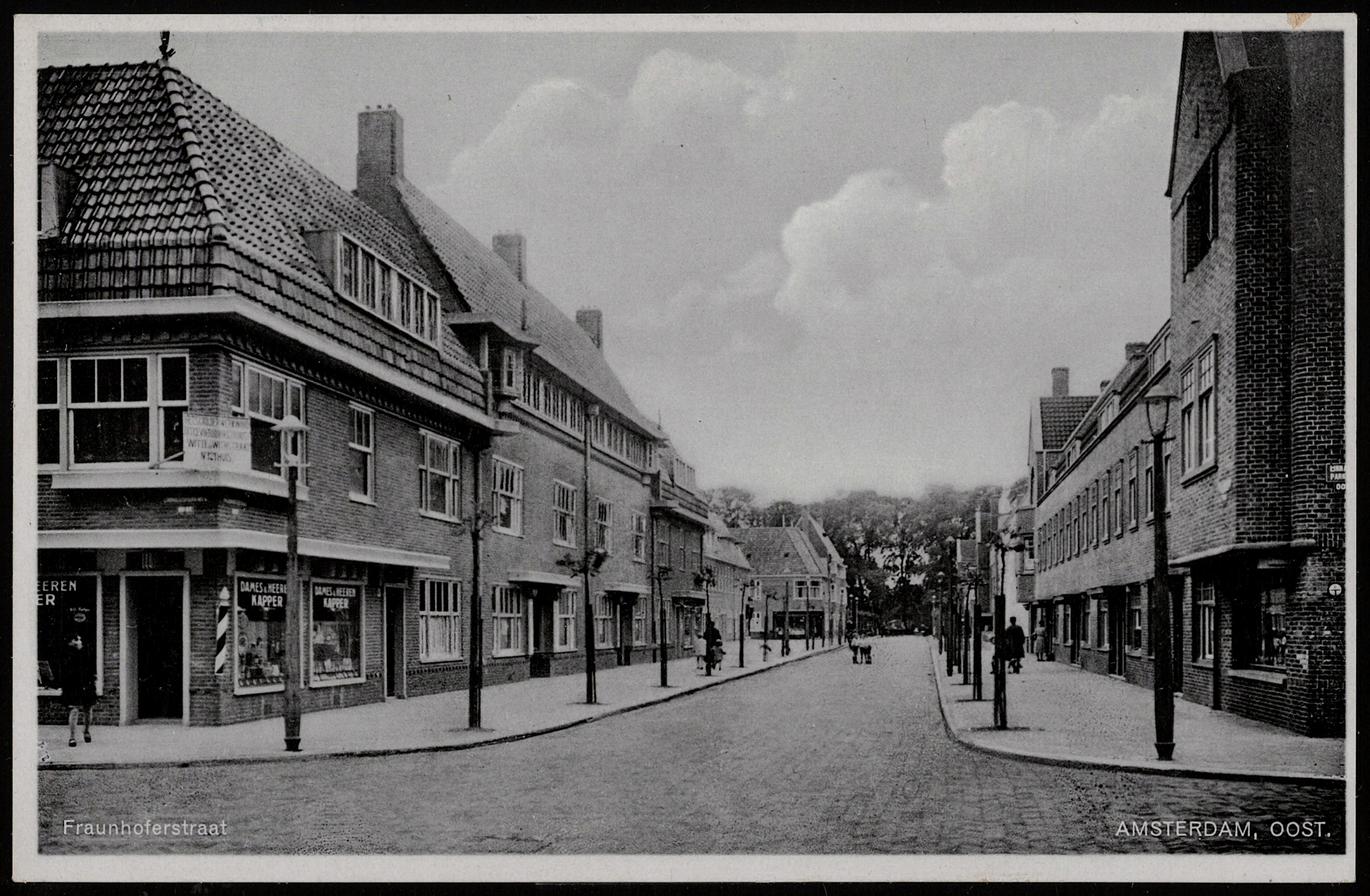
Fraunhoferstraat vanaf de Linnaeusparkweg (circa 1930)
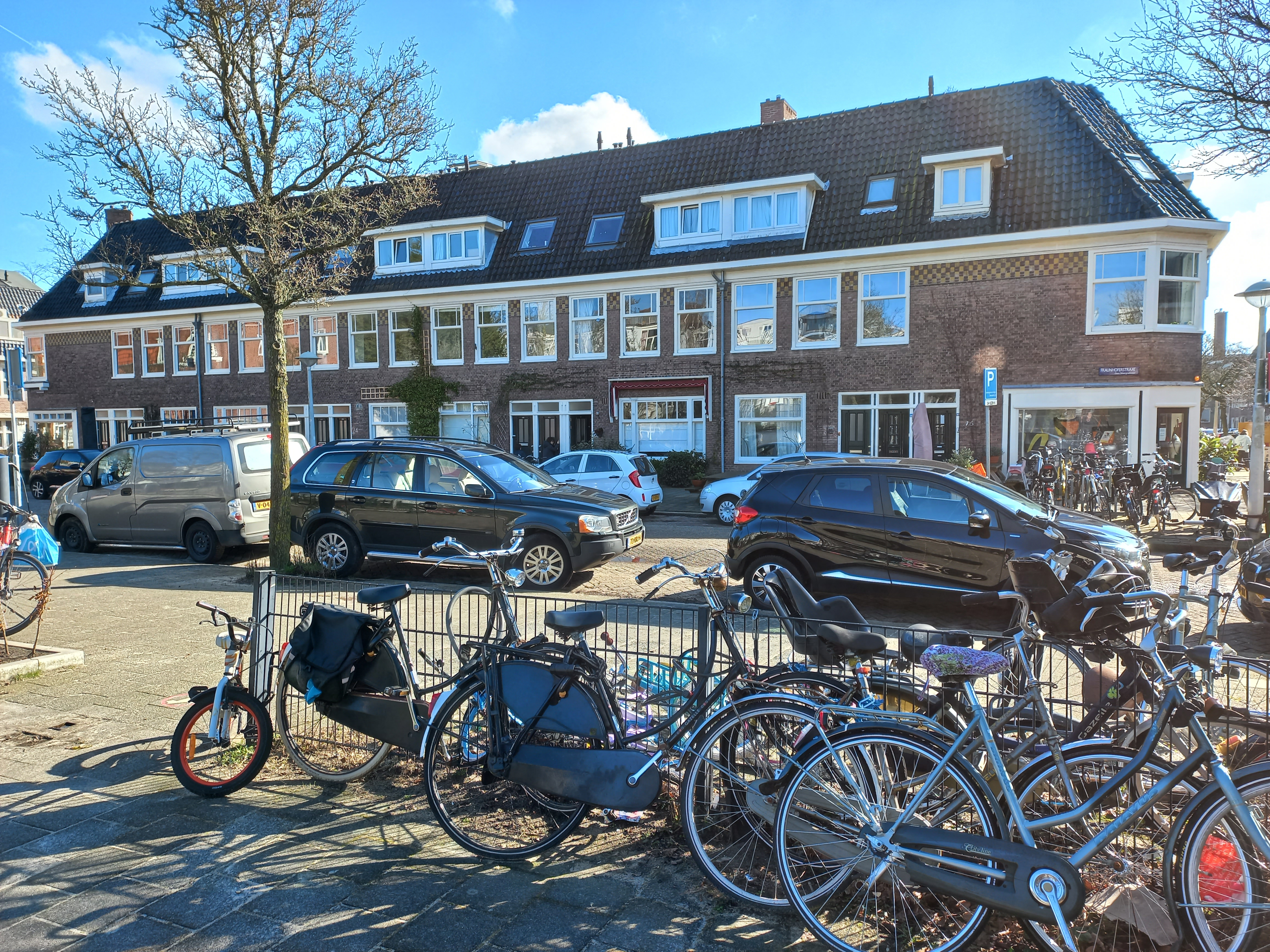
Fraunhoferstraat 16-30 van Westerman (februari 2022)
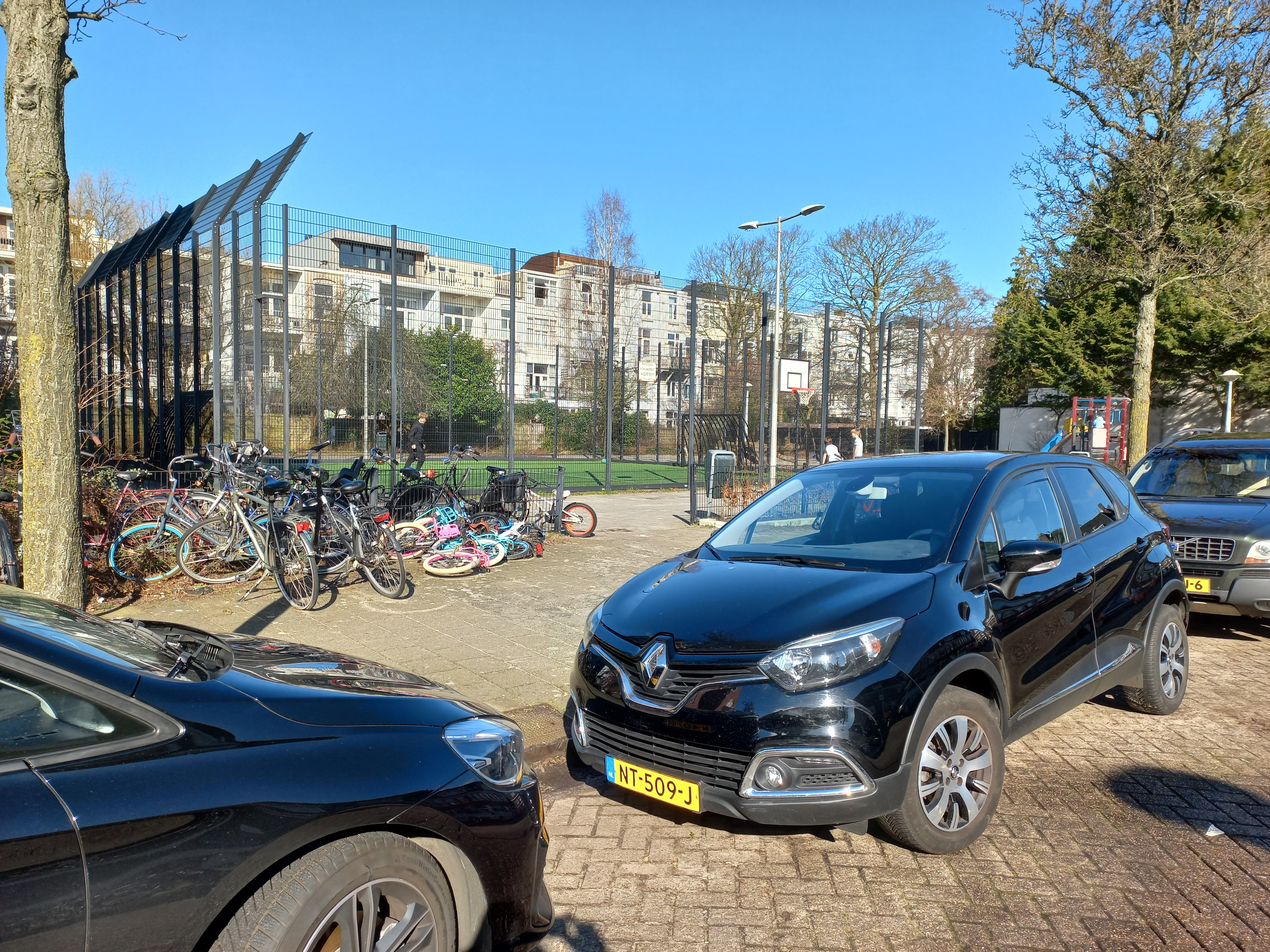
Speelplaats Fraunhoferstraat (februari 2022)
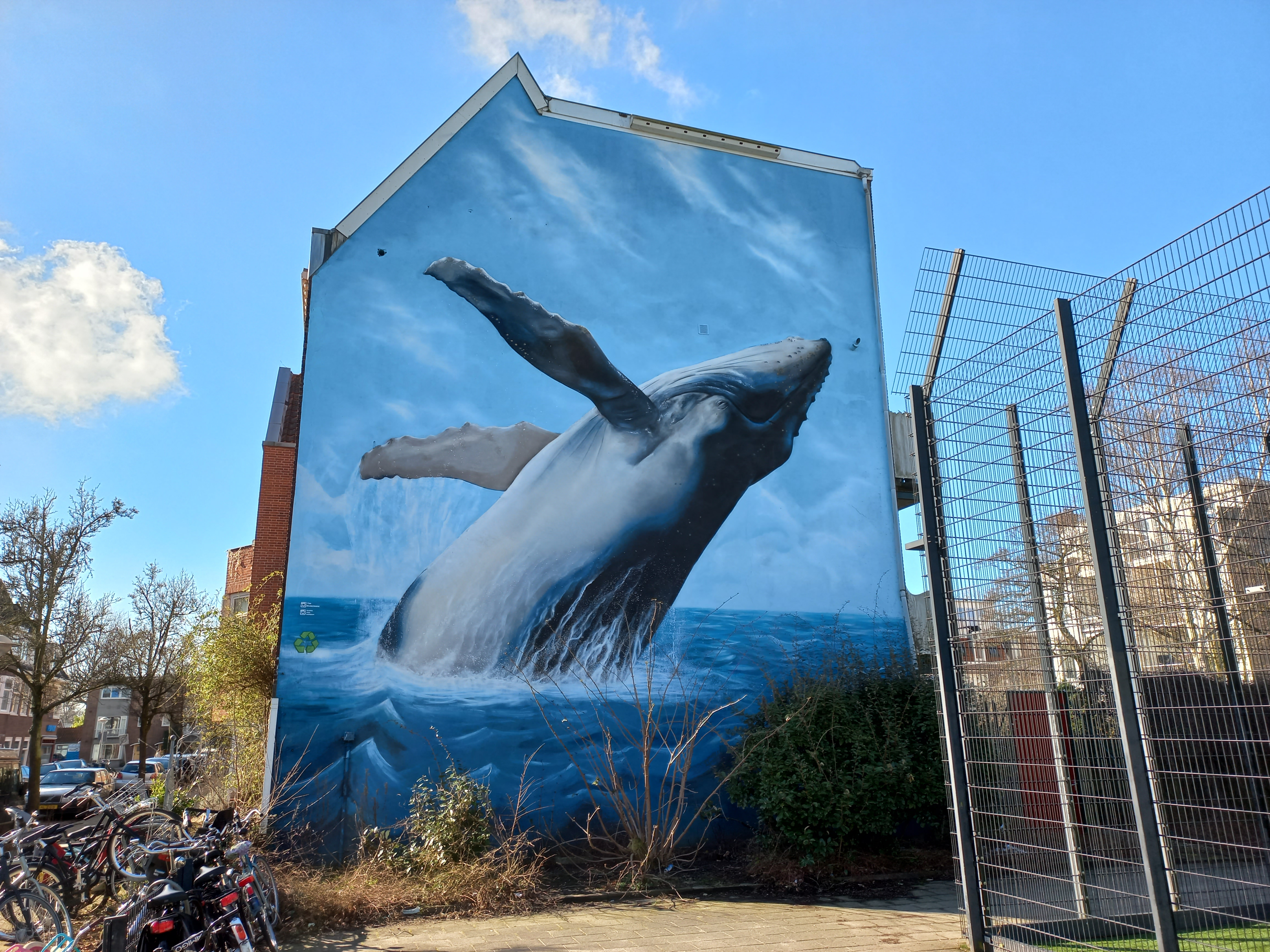
Bultrug van Rodermans (februari 2022)